# Borisowka (rejon lgowski)
Borisowka (ros. Борисовка) – wieś (ros. село, trb. sieło) w zachodniej Rosji, w sielsowiecie gorodienskim rejonu lgowskiego w obwodzie kurskim.

## Geografia
Miejscowość położona jest nad rzeką Suchaja Rieczica (prawy dopływ Sejmu), 5 km od centrum administracyjnego sielsowietu (Gorodiensk), 13 km na północny wschód od centrum administracyjnego rejonu (Lgow), 51,5 km na południowy zachód od Kurska, 6 km od drogi regionalnego znaczenia 38K-017 (Kursk – Lgow – Rylsk – granica z Ukrainą) – część trasy europejskiej E38.
We wsi znajdują się ulice: Kalinina, Mołodiożnaja, Pobieda i Sieło (118 posesji).
Klimat
Miejscowość, jak i cały rejon, znajduje się w strefie klimatu kontynentalnego z łagodnym ciepłym latem i równomiernie rozłożonymi opadami rocznymi (Dfb w klasyfikacji klimatów Köppena).

## Demografia
W 2010 r. wieś zamieszkiwało 189 osób.